# Straßbach (Markt Indersdorf)
Straßbach ist ein Gemeindeteil von Markt Indersdorf im oberbayerischen Landkreis Dachau. Das Dorf liegt circa eineinhalb Kilometer südöstlich von Indersdorf und ist über die Kreisstraße DAH 3 zu erreichen.
Der Ort wurde 836 als „Strazpach“ erstmals erwähnt.

## Baudenkmäler
Siehe auch: Liste der Baudenkmäler in Straßbach
- Katholische Wallfahrtskirche St. Ottilia
- Gedenkstein für den Seligen Marold; er war Mönch im Kloster Indersdorf, starb 1172 nach einem heiligmäßigen Leben im Dienst der Armen und Kranken und wurde seliggesprochen.[3]